# Albert Steinrück
Albert Steinrück (Bad Arolsen, 20 maggio 1872 – Berlino, 10 febbraio 1929) è stato un attore tedesco.

## Filmografia parziale
- Der Richter von Zalamea, regia di Ludwig Berger (1920)
- La caduta di Troia (Helena), regia di Manfred Noa (1924)
- Zopf und Schwert - Eine tolle Prinzessin, regia di Victor Janson (1926)
- Asfalto (Asphalt), regia di Joe May (1929)